# アカウントマネージャ
アカウントマネージャー（英: account manager、AM）は、主にBtoBビジネスを行う企業で、特定顧客 (アカウント)との関係構築と維持を目的として置かれる担当者である。アカウントマネージャーは、短期的な顧客獲得に注力する営業職とは異なり、顧客と長期的な関係を構築し、顧客が信頼できるコンサルタントとしての役割を果たす。 アカウントマネージャーは、顧客のニーズを理解し、その課題解決や顧客のビジネス機会の拡大に取り組み、顧客の長期的なニーズを満たすサービスを提供することで、その対価を得て会社の売上に貢献する。顧客は、会社の商品を採用している間、特定の担当アカウントマネージャー及びそのチームと日々やり取りをする。 アカウントマネージャーは、企業のカスタマーサービスと営業部門の間のインターフェイスとしても動く。 
キーアカウントは、会社の売上の大部分を占める少数の顧客であり戦略的に取り組むべき相手である。調査によると、企業のキーアカウントからの売上高は1975年の23％から現在60％に増加している。 

## 責任範囲
アカウントマネージャーの責任は、業界、会社規模、事業の性質によって異なる。各顧客アカウントは需要が異なる可能性があり、アカウントマネージャーは、あるアカウントではブランドマネージャーと協力し、別のアカウントではメディア部門と協力するというように、アカウント毎に対応する必要がある可能性がある。アカウントマネージャーは通常、アカウントとトランザクションの活動状況について、アカウントディレクターや代理店ディレクターに直接報告する。アカウントマネージャーは、会社によっては、単一のアカウントを担当したり、複数のアカウントを担当することもある。責任範囲は会社によって、またアカウント毎に異なる可能性があるが、次の責任内容は概ね共通である。
1. 顧客アカウントのポートフォリオの売上を生み出し、会社の売上目標を達成する[1]。
2. 既存のアカウント内の新しい販売機会を特定して、アップセルとクロスセルを行い、顧客アカウントとアカウントマネージャーの関係を維持する。
3. 顧客アカウントとの間に発生した問題を管理、解決する。アカウントマネージャーは、顧客アカウントに関係する会社の日常業務に関する最新情報を、顧客アカウントと共有する。
4. 同じ顧客アカウントにかかわる他部門の営業チームや他の従業員と対話して調整する。
5. 顧客アカウントと会社との予算を立てる[4]。
6. 顧客アカウントで課されている期限を守る[4]。

アカウントマネージャーは、顧客アカウントで配置される場合もあれば、部門、地区、地域レベルで配置される場合もある。
また、グローバルアカウントマネージャーやナショナルアカウントマネージャーといった職位も配置される場合がある。
- グローバルアカウントマネージャー：世界中の企業アカウントを管理する。これは通常、各国に支店や支社を持つ大企業が、さまざまな国の顧客アカウントやその支店、支社と付き合う場合に配置される[2]。
- ナショナルアカウントマネージャー：全国の多数のアカウントを管理する。これは通常、企業が全国に複数の支店や支社を持っている中規模から大規模の企業で配置される。

グローバルアカウントマネージャーとナショナルアカウントマネージャーは、階層構造またはマトリックス構造で連携する。最近の流れでは、主要なキーアカウントの管理責任はグローバルレベルで持つ傾向にある。 

## キーアカウントマネージャ
キーアカウントマネージャーは、特定のアカウントの担当となったアカウントチームの監督者として、会社の本社に配置される。 キーアカウント管理には販売活動の他に、重要顧客であるキーアカウントとの間のビジネス計画・管理も含まれる。この役割を担うアカウントマネージャーは、プロジェクト管理、調整、戦略的プランニング、関係管理、交渉、リーダーシップ、大型商談の開発 、販売および購入商品の取引の記録など、さまざまなタスクに従事する。タスクには、製品の設計とアプリケーション、ロジスティクス、販売サポート、およびマーケティングのオペレーションが含まれる場合がある。
okepewmk jodi2[ io[q q ndjlqo wkqp[ iw3 iqq inop

## キーアカウント管理モデル
キーアカウント管理モデルの基本的な前提は、キーアカウントが正しく分類されていることである。 1950〜1970年によく使われた基本モデルは、ウェブスターの分類モデルであった。このモデルは、ミルマンとウィルソンによって2次元モデルに適合され、1970年から1990年の期間に最も活用された。ベンサオウは、米国と日本の自動車メーカーの研究によってこのモデルを経験的にテストし、改良を加えた。 De Blickは、これをキーアカウント分類モデルである4Sモデルに統合した。  1990年代後半までに、キーアカウント管理はほとんどのB2B（企業間）モデルに広がった。 